# イスマーイール・ブン・ハンマード・ジャウハリー
ジャウハリーの名で知られるアブー・ナスル・イスマーイール・ブン・ハンマード（Abū Naṣr Ismāʿīl b. Ḥammād al-Fārābī al-Jawharī; 生没年不詳）は、大部のアラビア語辞書を編纂した10世紀イスラーム圏の神学者、哲学者。一説によれば、彼が高いモスクの屋根から鳥のように飛ぼうとして空へ飛び出し、墜落して死亡したと記録される（#転落死）。

## 生涯
ジャウハリーには「ファーラービー」というニスバがあると伝わっており、これを根拠に彼の生まれた町は西トルキスタンのファーラーブ（オトラル遺跡）と推定されている。生年については手がかりがなく、わかっていない。ジャウハリーはバグダードへ行き、ファールス地方やスィーラーフ出身の師匠たちの下で諸学を学んだ。その後、アラビア語を学ぶためにイラクとシリアのラビーア（Rabi'a）やムダル（Muḍar）といった部族の地を踏んだ。その後、ホラーサーン地方で身を立て、最初ダームガーンで暮らしたが、その後ニーシャープールに移った。
ジャウハリーはニーシャープールの地で、約40,000語を収録する大部のアラビア語の辞書を編纂し、『言語の王冠とアラビア語の訂正』（(Kitāb al-) Tāj al-Lughat wa Ṣihāḥ al-‘Arabiyat）というタイトルをつけた。タイトルは普通、『スィハーフ』と略称される。
ただし、ジャウハリー自身は『スィハーフ』の編纂を完了させていないかもしれない:1113-114。ジャウハリーは、ニーシャプールの大モスクの上から、あるいは、自宅から、転落して死亡したとされる:180。

## 著作
ジャウハリーの編纂したアラビア語の辞書『スィハーフ』は、収録語数約40,000語、中世期に編纂された他のアラビア語の辞書の礎になり、その内容が後に刊行された辞書に受け継がれた。例えば、13世紀のイブン・マンズールによる『リサーヌル・アラブ』には『スィハーフ』の内容が多く取り込まれている:113-114。
ジャウハリーは、アラビア語の単語をアリフ・バー・ター順に並べるにあたって、語根の最後の文字を基軸にして配列した:113-114。この特徴はその後の辞書にも真似される画期的なものであったが、ジャウハリーひとりの思い付きではないようである:113-114。ジャウハリーの母方のおじにアブー・イブラーヒーム・イスハーク・ブン・イブラーヒーム・ファーラービーという人物がいて、同様の配列法で Dīwān al-Adab という語彙集を著しているからである:113-114。
『スィハーフ』のラテン語への翻訳は、エヴェラルド・シェイディウスによって始められたが、完成せず、一部が1776年にハルデルウェイクで出版されるに留まった (Harderwijk 1776)。『スィハーフ』の完本は1854年にタブリーズで（Tabriz (1854)）、1865年にカイロで（Caire (1865)）それぞれ刊行されている。そのほか、抜粋本やペルシア語への翻訳本も多数刊行されている。オスマン帝国ではイブラヒム・ミュテフェッリカが、1729年に『スィハーフ』を基礎にしてアラビア語＝トルコ語辞書を刊行した。この刊本は、オスマン帝国で初めて、活版印刷技術により印刷された本である。

## 転落死
ジャウハリーは、モスクの上から、あるいは、自宅から、転落して死亡したとされる:180。ジャウハリーの死亡した年は、多くの情報源がヒジュラ暦393年から398年の間、すなわち西暦1002-1003年から1007-1008年の間とする。しかし13世紀の歴史家ヤークートが、ヒジュラ暦396年の日付があるジャウハリーの自筆原稿を確認していることから、この通説は疑わしい。『イスラーム百科事典』はヤークートの記録を踏まえた上でヒジュラ暦397年から400年ごろに死亡したのではないかとするに留める。
ヤークートは、11世紀の文人アブル・ハサン・アリー・ブン・ファッダール・ムジャーシイー（علي بن فضال المجاشعي; d.1086）の著作『先賢たちの知識における黄金の樹』（شجرة الذهب في معرفة أئمة الأدب）を引用するかたちで、ジャウハリーの最期について記載している。それによると、ジャウハリーは自らが編纂した辞書『スィハーフ』をアブー・マンスール・バイシキーという名のモスクの導師に引き渡して、モスクの高いところに上り、人々にむかって「これから誰も見たことのないものをお見せする」と言って、木製の翼を縄で繋ぎ合わせたものと共に、モスクの屋根から空へ飛び立ち、まっさかさまに落ちて死んだという。
12世紀の文人アンバーリーの著作 Nuzhat al-alibbāʾ fī ṭabaqāt al-udabā にも、ジャウハリーが2枚の木製の翼を1本の縄で繋ぎ合わせたものと共に、ニーシャーブールの古いモスクの屋根から空へと飛び立とうと試み、墜落して死亡したという記載がある:180。
ただし、ジャウハリーの事故死の状況については、単純に自宅の屋根から転落して死亡したと記載する文献も複数ある:180。彼が空を飛ぼうと試みて転落死したことが事実であった場合も、彼が正気を失って、自分のことを鳥であると思い込む妄想を抱いた可能性はある。その一方で、ジャウハリーの試みが、その数十年前にグライダーで空を飛んだとされるアンダルスのイブン・フィルナースの飛行実験（ただしイブン・フィルナースの飛行実験を伝える最古の文献は17世紀）に触発された科学的な飛行実験であったという解釈も可能である:180。